# Zirats
Els zirats són un conjunt de fonts i microoasis de la regió de Nefzaoua a la governació de Kébili, Tunísia. Foren declarats lloc natural sensible pel Ministeri del Medi Ambient i l'Ordenació del Territori, com un ecosistema vulnerable.